# Villard-d’Héry
Villard-d’Héry – miejscowość i gmina we Francji, w regionie Owernia-Rodan-Alpy, w departamencie Sabaudia.
Według danych na rok 1990 gminę zamieszkiwały 162 osoby, a gęstość zaludnienia wynosiła 33 osób/km² (wśród 2880 gmin regionu Rodan-Alpy Villard-d’Héry plasuje się na 1460. miejscu pod względem liczby ludności, natomiast pod względem powierzchni na miejscu 1520.).